# Nekrolog September 2006
Nekrolog
◄◄
| ◄
| 2002
| 2003
| 2004
| 2005
| 2006 | 2007 | 2008 | 2009 | 2010 | ► | ►►
Januar |
Februar |
März |
April |
Mai |
Juni |
Juli |
August |
September |
Oktober |
November |
Dezember 2006
Weitere Ereignisse | Allgemeiner Nekrolog 2006
Die Beschreibung der verstorbenen Person sollte so kurz wie möglich gehalten sein und nur deren signifikante Tätigkeit(en) enthalten.
Neue Namen ggf. auch unter dem Geburts- und Sterbedatum, also etwa unter 1. Januar und im Geburts- und Sterbejahr (2024) eintragen (nur bei entsprechender großer Wichtigkeit). Für Beispiele siehe die schon vorhandenen Artikel.
Außerdem über die fünf zuletzt Verstorbenen, zu denen es einen ausreichend guten Artikel für eine Präsentation auf der Hauptseite gibt, nach der todesbedingten Überarbeitung der Artikel ggf. auch unter Wikipedia Diskussion:Hauptseite informieren und sie am besten auch in den anderen Wikipedia-Sprachversionen eintragen. Tipp: Regelmäßig bei news.google.de nach „ist tot“, „gestorben“ oder „verstorben“ suchen.
Wenn eine Person gestorben ist, gibt es viele Seiten zu dieser Person in der Wikipedia, die davon auch betroffen sind und entsprechend aktualisiert werden müssen. Beispiele: Namenübersichtsseite, Geburtsjahr, Geburtsort-Seiten und viele mehr.
Wie finde ich die betroffenen Seiten?
Im Suchfeld auf der linken Seite gibt man den Suchbegriff so ein: „Vorname Nachname“. Dann klickt man auf Volltext und alle Seiten mit entsprechendem Suchtext werden aufgerufen. Hier sieht man dann schnell, wo auch das Todesjahr Sinn macht oder sogar ein Teil des Artikels angepasst werden muss. Auch hilft das „Werkzeug“ auf der linken Seite sehr gut, um solche Seiten aufzufinden: „Links auf diese Seite“. Somit ist die Wikipedia wieder aktuell in allen Bereichen! Hinweis: bei Eintragung der Kategorie „Gestorben JAHR“ wird der Missbrauchsfilter 49 ausgelöst, was jedoch nicht schlimm ist. Siehe: Spezial:Missbrauchsfilter/49
Dies ist eine Liste von im September 2006 verstorbenen bekannten Persönlichkeiten. Die Einträge erfolgen innerhalb der einzelnen Daten alphabetisch sortiert. Tiere sind im Nekrolog für Tiere zu finden.

## September
| Tag           | Name                             | Beruf, bekannt als                                                                                              | Alter | Beleg |
| ------------- | -------------------------------- | --- | ----- | ----- |
| 1. September  | Herbert Buzas                    | österreichischer Journalist                                                                                     | 95    |       |
| 1. September  | Tommy Chesbro                    | US-amerikanischer Ringer und Trainer                                                                            | 66    |       |
| 1. September  | Severino Compagnoni              | italienischer Skilangläufer                                                                                     | 92    |       |
| 1. September  | Emerich Coreth                   | österreichischer katholischer Theologe und Philosoph                                                            | 87    |       |
| 1. September  | Richard Egües                    | kubanischer Komponist und Autor                                                                                 | 82    |       |
| 1. September  | György Faludy                    | ungarischer Schriftsteller                                                                                      | 95    |       |
| 1. September  | Lon Grahnke                      | US-amerikanischer Filmkritiker und Journalist                                                                   | 56    |       |
| 1. September  | Gertrude Henle                   | US-amerikanische Virologin                                                                                      | 94    |       |
| 1. September  | Rashid Maidin                    | malaysischer kommunistischer Politiker                                                                          | 88    |       |
| 1. September  | Richard Frewen Martin            | britischer Testpilot                                                                                            | 88    |       |
| 1. September  | Joachim Meißner                  | deutscher Ortsbürgermeister                                                                                     | 65    |       |
| 1. September  | Warren Mitofsky                  | US-amerikanischer Unternehmer                                                                                   | 72    |       |
| 1. September  | Pierre Monichon                  | französischer Musikpädagoge und -wissenschaftler, Erfinder des Harmonéon                                        | 80    |       |
| 1. September  | Bob O’Connor                     | US-amerikanischer Politiker (Demokratische Partei)                                                              | 61    |       |
| 1. September  | Travis I. Payze                  | australischer Footballspieler                                                                                   | 60    |       |
| 1. September  | Alfons Tallert                   | deutscher Politiker (SPD) und Bürgermeister                                                                     | 90    |       |
| 1. September  | Kyffin Williams                  | walisischer Künstler                                                                                            | 88    |       |
| 2. September  | Gerhard Amanshauser              | österreichischer Schriftsteller                                                                                 | 78    |       |
| 2. September  | Arnold Bauer                     | deutscher Schriftsteller und Widerstandskämpfer gegen den Nationalsozialismus                                   | 96    |       |
| 2. September  | Fritz Beer                       | deutschsprachiger Schriftsteller tschechischer Herkunft                                                         | 95    |       |
| 2. September  | Idanell Brill Connally           | US-amerikanische Politikergattin, First Lady von Texas                                                          | 87    |       |
| 2. September  | Tony DeNicola                    | US-amerikanischer Jazzmusiker                                                                                   | 79    |       |
| 2. September  | Rudolf Dentler                   | deutscher Goldschmied, Künstler und Stadtoriginal                                                               | 81    |       |
| 2. September  | Karl Engel                       | Schweizer Pianist                                                                                               | 83    |       |
| 2. September  | Gisbert Hasenjaeger              | deutscher mathematischer Logiker                                                                                | 87    |       |
| 2. September  | Gert Jurgons                     | deutscher Theaterregisseur                                                                                      | 76    |       |
| 2. September  | Bob Mathias                      | US-amerikanischer Leichtathlet und Politiker                                                                    | 75    |       |
| 2. September  | Janet Mikhaiili                  | iranische Kinderbuchillustratorin                                                                               |       |       |
| 2. September  | Mokhtar Ben Nacef                | französischer Fußballspieler (Meister und zweifacher Pokalsieger)                                               | 80    |       |
| 2. September  | Clermont Pépin                   | kanadischer Komponist, Pianist und Musikpädagoge                                                                | 80    |       |
| 2. September  | Silverio Perez                   | mexikanischer Stierkämpfer                                                                                      | 91    |       |
| 2. September  | René Pierry                      | deutscher Sportfunktionär                                                                                       | 45    |       |
| 2. September  | Lionel Pickering                 | britischer Journalist                                                                                           | 74    |       |
| 2. September  | Dewey Redman                     | US-amerikanischer Jazzmusiker                                                                                   | 75    |       |
| 2. September  | Bernd Volckart                   | deutscher Richter und Kriminalwissenschaftler                                                                   | 73    |       |
| 2. September  | Dietrich Wetzel                  | deutscher Politiker (Die Grünen), MdB                                                                           | 69    |       |
| 2. September  | Willi Ninja                      | US-amerikanischer Tänzer, Choreograf und Künstler                                                               | 45    |       |
| 2. September  | Charlie Williams                 | britischer Komiker und Fußballspieler                                                                           | 78    |       |
| 3. September  | Wolfgang Becvar                  | österreichischer Tierarzt und Autor                                                                             |       |       |
| 3. September  | Jacqueline Doyen                 | französische Schauspielerin                                                                                     | 76    |       |
| 3. September  | Heinrich Gerhard Franz           | deutsch-österreichischer Kunsthistoriker                                                                        | 90    |       |
| 3. September  | Ian Hamer                        | britischer Jazz-Trompeter                                                                                       | 73    |       |
| 3. September  | Eva Knardahl                     | norwegische klassische Pianistin                                                                                | 79    |       |
| 3. September  | Josef Mikonya                    | ungarischer Schriftsteller                                                                                      | 78    |       |
| 3. September  | Gert Heinz Müller                | deutscher Mathematiker                                                                                          | 83    |       |
| 3. September  | Jaime Osorio                     | kolumbianischer Filmproduzent, Regisseur und Schauspieler                                                       | 59    |       |
| 3. September  | Erich Schuppan                   | deutscher Pfarrer                                                                                               | 91    |       |
| 3. September  | Annemarie Wendl                  | deutsche Schauspielerin                                                                                         | 91    |       |
| 3. September  | Michael Tracey White             | britischer Schlagzeuger, Gitarrist, Bassist und Keyboarder                                                      | 39    |       |
| 4. September  | Alberto Alberti                  | italienischer Musikproduzent                                                                                    |       |       |
| 4. September  | Degenhard Albrecht               | deutscher Ökonom, Generalsekretär des Amtes für Außenwirtschaftsbeziehungen der DDR                             | 76    |       |
| 4. September  | Rémy Belvaux                     | belgischer Schauspieler, Filmregisseur und Drehbuchautor                                                        | 39    |       |
| 4. September  | Ingrid Bjoner                    | norwegische Opernsängerin                                                                                       | 78    |       |
| 4. September  | Roy Bosier                       | Schweizer Schauspieler, Schauspiellehrer und Choreograf                                                         | 75    |       |
| 4. September  | John Conte                       | US-amerikanischer Schauspieler                                                                                  | 90    |       |
| 4. September  | Freddy Decloedt                  | belgischer Radrennfahrer                                                                                        | 62    |       |
| 4. September  | Giacinto Facchetti               | italienischer Fußballspieler                                                                                    | 64    |       |
| 4. September  | Tamás Fejér                      | ungarischer Filmregisseur                                                                                       | 85    |       |
| 4. September  | Mark Anthony Graham              | kanadischer Leichtathlet                                                                                        | 33    |       |
| 4. September  | Steve Irwin                      | australischer Dokumentarfilmer, Leiter des Australia Zoo, Besitzer einer Tierschutzorganisation und Produzen... | 44    |       |
| 4. September  | Moses Khumalo                    | südafrikanischer Jazz-Musiker                                                                                   | 27    |       |
| 4. September  | Ursula Klinger                   | deutsche Wasserspringerin und Bundestrainerin im Fachbereich Turmspringen                                       | 58    |       |
| 4. September  | Bill Meilen                      | britischer Schauspieler, Drehbuchautor und Produzent                                                            | 73    |       |
| 4. September  | Heidi Pawellek                   | deutsche ehemalige Kinderdarstellerin und Schlagersängerin                                                      | 62    |       |
| 4. September  | Fernando Siro                    | argentinischer Schauspieler und Regisseur                                                                       | 74    |       |
| 4. September  | Colin Thiele                     | australischer Kinderbuchautor                                                                                   | 85    |       |
| 4. September  | Astrid Varnay                    | US-amerikanische Opernsängerin ungarischer Abstammung                                                           | 88    |       |
| 4. September  | Eberhard Weiß                    | deutscher Fernsehmoderator                                                                                      |       |       |
| 5. September  | Ole Bjørnmose                    | dänischer Fußballspieler                                                                                        | 62    |       |
| 5. September  | Harald Brainin                   | österreichischer Lyriker und Publizist                                                                          | 82    |       |
| 5. September  | Günter Drescher                  | deutscher Schauspieler, Synchron- und Hörspielsprecher                                                          | 78    |       |
| 5. September  | Óscar García Urizar              | guatemaltekischer römisch-katholischer Geistlicher, Bischof von Quetzaltenango, Los Altos                       | 84    |       |
| 5. September  | Hollis Gentry                    | US-amerikanischer Jazzmusiker                                                                                   | 51    |       |
| 5. September  | Kurt von Gleichen-Rußwurm        | deutscher Journalist, Werbeberater, Personalberater                                                             | 90    |       |
| 5. September  | Josef Kerschbaum                 | österreichischer Politiker und Nationalratsabgeordneter (SPÖ)                                                   | 71    |       |
| 5. September  | Gösta Löfgren                    | schwedischer Fußballspieler                                                                                     | 83    |       |
| 5. September  | Hilary Mason                     | britische Schauspielerin                                                                                        | 89    |       |
| 5. September  | Alfred Maultasch                 | österreichischer Komponist und Klarinettist                                                                     | 91    |       |
| 5. September  | John McLusky                     | britischer Comiczeichner                                                                                        |       |       |
| 5. September  | Apostolos Souglakos              | griechischer Wrestler und Schauspieler                                                                          | 56    |       |
| 5. September  | Chris Swann                      | kanadischer Hell’s Angel                                                                                        | 52    |       |
| 5. September  | Hans Wilken                      | deutscher Gynäkologe                                                                                            | 77    |       |
| 5. September  | Yvonne Wussow                    | deutsche Journalistin                                                                                           | 51    |       |
| 6. September  | Ernst Bäumler                    | deutscher Redakteur und Wissenschaftspublizist                                                                  | 80    |       |
| 6. September  | Herbert Bloch                    | deutscher Althistoriker                                                                                         | 95    |       |
| 6. September  | Warren Bolster                   | US-amerikanischer Fotograf                                                                                      | 59    |       |
| 6. September  | Steen Bostrup                    | dänischer Journalist und Nachrichtensprecher                                                                    | 67    |       |
| 6. September  | John Drummond                    | britischer Controller und Kulturmanager                                                                         | 71    |       |
| 6. September  | Peter Greenough                  | US-amerikanischer Journalist                                                                                    | 89    |       |
| 6. September  | Benno Schmoldt                   | deutscher Pädagoge                                                                                              | 85    |       |
| 6. September  | Agha Shahi                       | pakistanischer Diplomat                                                                                         | 86    |       |
| 6. September  | Jo Winter                        | deutscher Geistlicher, Pfarrer, Autor und Oppositioneller (DDR)                                                 | 62    |       |
| 7. September  | Richard Blinder                  | US-amerikanischer Architekt                                                                                     | 71    |       |
| 7. September  | Clem Coetzee                     | südafrikanischer Naturschützer                                                                                  | 67    |       |
| 7. September  | Michael S. Davison               | US-amerikanischer Offizier und General der US Army                                                              | 89    |       |
| 7. September  | Joan Donaldson                   | kanadische Journalistin                                                                                         | 60    |       |
| 7. September  | Peter Hyndman                    | kanadischer Politiker                                                                                           |       |       |
| 7. September  | Robert Earl Jones                | US-amerikanischer Schauspieler                                                                                  | 96    |       |
| 7. September  | Ronald St. John Macdonald        | kanadischer Jurist und Richter am Europäischen Gerichtshof für Menschenrechte                                   | 78    |       |
| 7. September  | Andreas Meyer-Hanno              | deutscher Schwulenaktivist und Musikprofessor                                                                   | 74    |       |
| 7. September  | Cornelius O’Leary                | irischer Historiker und Politikwissenschaftler                                                                  | 78    |       |
| 7. September  | Alberto Setele                   | römisch-katholischer Bischof von Inhambane                                                                      | 70    |       |
| 7. September  | Georg Wannagat                   | deutscher Jurist, Präsident des Bundessozialgerichts                                                            | 90    |       |
| 7. September  | Anny Xhofleer                    | niederländische Jazzsängerin                                                                                    | 93    |       |
| 8. September  | Hilda Bernstein                  | britisch-südafrikanische Autorin und Politikerin                                                                | 91    |       |
| 8. September  | Peter Brock                      | australischer Automobilrennfahrer                                                                               | 61    |       |
| 8. September  | Michel Dubois                    | französischer Automobilrennfahrer                                                                               | 58    |       |
| 8. September  | Karl Fachleutner                 | österreichischer Politiker (ÖVP)                                                                                | 85    |       |
| 8. September  | Thomas Lee Judge                 | US-amerikanischer Politiker                                                                                     | 71    |       |
| 8. September  | Franck Langolff                  | französischer Musiker und Songwriter                                                                            |       |       |
| 8. September  | S. John Launer                   | US-amerikanischer Schauspieler                                                                                  | 87    |       |
| 8. September  | Frank Middlemass                 | britischer Schauspieler                                                                                         | 87    |       |
| 8. September  | Holly One                        | spanischer Pornodarsteller                                                                                      | 41    |       |
| 8. September  | Erk Russell                      | US-amerikanischer Footballtrainer                                                                               | 80    |       |
| 8. September  | Karl Schubert                    | deutschböhmischer Bildhauer                                                                                     | 97    |       |
| 8. September  | Jean Villain                     | Schweizer Journalist und Schriftsteller                                                                         | 78    |       |
| 8. September  | Marion E. Warren                 | US-amerikanischer Fotograf                                                                                      | 86    |       |
| 9. September  | Rotraud Bauer                    | österreichische Kunsthistorikerin                                                                               | 65    |       |
| 9. September  | Luisella Beghi                   | italienische Schauspielerin                                                                                     | 84    |       |
| 9. September  | Héctor Blondet                   | puerto-ricanischer Basketballspieler                                                                            | 59    |       |
| 9. September  | Gérard Brach                     | französischer Drehbuchautor und Regisseur                                                                       | 79    |       |
| 9. September  | Clair Burgener                   | US-amerikanischer Politiker (Republikaner)                                                                      | 84    |       |
| 9. September  | Navigator Dzinkambani            | südafrikanischer Fußballspieler                                                                                 | 32    |       |
| 9. September  | Hans Joachim Faller              | deutscher Jurist, Richter des Bundesverfassungsgerichts                                                         | 91    |       |
| 9. September  | Matt Gadsby                      | englischer Fußballspieler                                                                                       | 27    |       |
| 9. September  | Lucjan Kydryński                 | polnischer Journalist                                                                                           | 77    |       |
| 9. September  | Émilie Mondor                    | kanadische Langstreckenläuferin                                                                                 | 25    |       |
| 9. September  | Anton Morent                     | deutscher Busunternehmer, Förderer des Tourismus im Oberallgäu                                                  | 82    |       |
| 9. September  | Herbert Rudley                   | US-amerikanischer Schauspieler                                                                                  | 96    |       |
| 9. September  | Eddie Sperry                     | US-amerikanischer Musiker                                                                                       |       |       |
| 9. September  | August Strobel                   | deutscher Historiker und Professor für Neues Testament an der Augustana-Hochschule Neuendettelsau               | 76    |       |
| 9. September  | Konrad Ulmer                     | deutscher Verleger                                                                                              | 78    |       |
| 9. September  | Maria Wiederer                   | deutsche Landwirtin und Politikerin (CSU)                                                                       | 84    |       |
| 9. September  | Arkadi Wolski                    | russischer Funktionär                                                                                           | 74    |       |
| 10. September | Patty Berg                       | US-amerikanische Golferin                                                                                       | 88    |       |
| 10. September | Ira Brilliant                    | US-amerikanischer Stiftungsgründer                                                                              | 84    |       |
| 10. September | Ubiratan Guimarães               | brasilianischer Politiker                                                                                       | 63    |       |
| 10. September | Arne Hoel                        | norwegischer Skispringer                                                                                        | 79    |       |
| 10. September | Rin Inumaru                      | japanische Comiczeichnerin                                                                                      | 48    |       |
| 10. September | Joachim Klapczynski              | deutscher Politiker (LDPD)                                                                                      | 76    |       |
| 10. September | Melanie Lomax                    | US-amerikanische Bürgerrechtlerin                                                                               | 56    |       |
| 10. September | Jeffrey McClelland               | US-amerikanischer Manager                                                                                       | 47    |       |
| 10. September | Theodore Marshall Risenhoover    | US-amerikanischer Politiker                                                                                     | 71    |       |
| 10. September | Bennie Smith                     | US-amerikanischer Gitarrist                                                                                     | 72    |       |
| 10. September | Daniel Wayne Smith               | US-amerikanischer Schauspieler                                                                                  | 20    |       |
| 10. September | Taufaʻahau Tupou IV.             | tongaischer Adeliger, König von Tonga                                                                           | 88    |       |
| 10. September | Udo Zelinka                      | deutscher katholischer Moraltheologe und Hochschullehrer                                                        | 47    |       |
| 11. September | William Auld                     | schottischer Esperanto-Schriftsteller                                                                           | 81    |       |
| 11. September | Peter Clentzos                   | griechischer Stabhochspringer                                                                                   | 97    |       |
| 11. September | Pat Corley                       | US-amerikanischer Schauspieler                                                                                  | 76    |       |
| 11. September | Jean-Marie „Keke“ Clerc          | deutscher Immobilienspekulant                                                                                   | 59    |       |
| 11. September | Solange Fernex                   | elsässische Politikerin, MdEP, Pazifistin und Umweltschützerin                                                  | 72    |       |
| 11. September | Joachim Fest                     | deutscher Historiker, Journalist und Autor                                                                      | 79    |       |
| 11. September | Joseph Hayes                     | US-amerikanischer Schriftsteller, Theater- und Drehbuchautor                                                    | 88    |       |
| 11. September | Hoi-Shan Kwan                    | chinesischer Schauspieler                                                                                       | 81    |       |
| 11. September | Wolfgang Menger                  | deutscher Arzt und Autor                                                                                        | 87    |       |
| 11. September | Günter Pötschke                  | deutscher Journalist, Generaldirektor des Allgemeinen Deutschen Nachrichtendienstes (1977–1989) und Mitglied... | 77    |       |
| 11. September | Sahadevan                        | indischer Schauspieler                                                                                          | 31    |       |
| 12. September | Kathlyn Kelley                   | US-amerikanische Leichtathletin                                                                                 | 87    |       |
| 12. September | Thilo Koch                       | deutscher Fernsehjournalist                                                                                     | 85    |       |
| 12. September | Michelle Leclerc                 | französische Organistin                                                                                         | 67    |       |
| 12. September | Karl Prüßner                     | deutscher Politiker (SPD), MdL                                                                                  | 93    |       |
| 12. September | Edna Staebler                    | kanadische Schriftstellerin                                                                                     | 100   |       |
| 13. September | Cesare Barbetti                  | italienischer Schauspieler und Synchronsprecher                                                                 | 75    |       |
| 13. September | Karl Glaser                      | österreichischer Politiker (ÖVP)                                                                                | 85    |       |
| 13. September | Alfons Meindl                    | deutscher Unternehmer                                                                                           | 77    |       |
| 13. September | Helmut Perkuhn                   | deutscher Sportfunktionär                                                                                       | 81    |       |
| 13. September | Ann Richards                     | US-amerikanische Politikerin und Gouverneurin von Texas                                                         | 73    |       |
| 13. September | Peter Tevis                      | US-amerikanischer Folksänger                                                                                    | 69    |       |
| 14. September | Norman Brooks                    | kanadischer Sänger                                                                                              | 78    |       |
| 14. September | Silviu Brucan                    | rumänischer kommunistischer Politiker und Diplomat                                                              | 90    |       |
| 14. September | Elizabeth Choy                   | singapurische Kriegsheldin                                                                                      | 95    |       |
| 14. September | Aluísio Napoleão de Freitas Rego | brasilianischer Diplomat                                                                                        | 91    |       |
| 14. September | Mickey Hargitay                  | ungarischer Bodybuilder und Schauspieler                                                                        | 80    |       |
| 14. September | J. William Kime                  | US-amerikanischer Admiral, Commander of the Coastguard                                                          | 72    |       |
| 14. September | Andrei Andrejewitsch Koslow      | russischer Bankier, Vize-Vorsitzende der russischen Zentralbank (2002–2006)                                     | 41    |       |
| 14. September | Erich Lindenberg                 | deutscher Maler                                                                                                 | 67    |       |
| 14. September | Peter Ling                       | britischer Schriftsteller                                                                                       | 80    |       |
| 14. September | Gerhard Mudrack                  | deutscher Leiter der Staatlichen Luftfahrtinspektion der DDR und Hochschullehrer                                | 81    |       |
| 14. September | Ogulsapar Muradowa               | turkmenische Journalistin                                                                                       | 58    |       |
| 14. September | Jewhen Nakonetschnyj             | ukrainischer Historiker, Bibliotheks- und Sprachwissenschaftler                                                 | 75    |       |
| 14. September | José Antonio Nieves Conde        | spanischer Regisseur                                                                                            | 90    |       |
| 14. September | Terry O’Sullivan                 | US-amerikanischer Schauspieler                                                                                  | 91    |       |
| 14. September | Johnny Sekka                     | britischer Schauspieler                                                                                         | 72    |       |
| 14. September | Eduard Stadelmann                | österreichischer Botaniker und Pflanzenphysiologe                                                               | 85    |       |
| 14. September | Gösta Thames                     | schwedischer Designer                                                                                           | 89    |       |
| 14. September | Virginia Vale                    | US-amerikanische Schauspielerin                                                                                 | 86    |       |
| 14. September | Annette Zurstraßen               | deutsche Historikerin                                                                                           |       |       |
| 15. September | Raymond Baxter                   | britischer Fernsehmoderator und Autor                                                                           | 84    |       |
| 15. September | Brunon Bendig                    | polnischer Boxer                                                                                                | 67    |       |
| 15. September | Ivar Combrinck                   | deutscher Schauspieler, Synchronsprecher, Dialogbuchautor und Synchronregisseur                                 | 63    |       |
| 15. September | Christian Delbrück               | deutscher Journalist und Herausgeber des Hamburger Abendblattes                                                 | 61    |       |
| 15. September | Oriana Fallaci                   | italienische Journalistin, Schriftstellerin und Widerstandskämpferin                                            | 77    |       |
| 15. September | Ricky Gibson                     | US-amerikanischer Wrestler                                                                                      | 53    |       |
| 15. September | Charles L. Grant                 | US-amerikanischer Schriftsteller                                                                                | 64    |       |
| 15. September | Hans Matheis                     | deutscher Volksmusikant und Komponist                                                                           | 72    |       |
| 15. September | Herbert Peters                   | deutscher Bildhauer und Graphiker                                                                               | 80    |       |
| 15. September | Pablo Santos                     | mexikanischer Schauspieler und Produzent                                                                        | 19    |       |
| 15. September | David Say                        | englischer anglikanischer Bischof                                                                               | 91    |       |
| 15. September | Wolfgang Wahl                    | deutscher Schauspieler                                                                                          | 80    |       |
| 15. September | Mäni Weber                       | Schweizer Fernseh-Quizmaster, Moderator und Radioreporter                                                       | 71    |       |
| 15. September | Gerhard Wiebe                    | deutscher Ehrenpräsident des Bundesverbandes Druck und Medien                                                   | 91    |       |
| 15. September | Leslie Yeo                       | kanadischer Schauspieler                                                                                        | 91    |       |
| 16. September | Sten Andersson                   | schwedischer Politiker, Außenminister                                                                           | 83    |       |
| 16. September | Floyd Curry                      | kanadischer Eishockeyspieler                                                                                    | 81    |       |
| 16. September | George Estman                    | südafrikanischer Bahnradsportler                                                                                | 84    |       |
| 16. September | Zsuzsa Körmöczy                  | ungarische Tennisspielerin                                                                                      | 82    |       |
| 16. September | Mark Krasnoff                    | US-amerikanischer Schauspieler                                                                                  | 43    |       |
| 16. September | Rob Levin                        | US-amerikanischer Informatiker, Gründer des IRC-Netzwerk freenode                                               | 50    |       |
| 16. September | Fouad El Mouhandes               | ägyptischer Schauspieler und Komödiant                                                                          | 82    |       |
| 16. September | Edwin Owens                      | US-amerikanischer Schauspieler                                                                                  | 64    |       |
| 16. September | Mosche Sasson                    | israelischer Diplomat                                                                                           |       |       |
| 16. September | Siegfried Schoenbohm             | US-amerikanisch-deutscher Opernregisseur                                                                        | 68    |       |
| 16. September | Eduard Stöllinger                | österreichischer Motorradrennfahrer                                                                             | 57    |       |
| 16. September | Henri Thellin                    | belgischer Fußballspieler                                                                                       | 75    |       |
| 16. September | Xavier Valls                     | spanischer Maler                                                                                                | 82    |       |
| 16. September | Gustav Wagner                    | deutscher Hautarzt und Statistiker                                                                              | 88    |       |
| 16. September | Michel Yatim                     | syrischer Erzbischof                                                                                            | 85    |       |
| 17. September | Art Bear                         | US-amerikanischer Drehbuchautor                                                                                 | 81    |       |
| 17. September | Al Casey                         | US-amerikanischer Rockabilly-Gitarrist                                                                          | 69    |       |
| 17. September | Hellmuth Gensicke                | deutscher Archivar, Historiker und Autor                                                                        | 89    |       |
| 17. September | George Heslop                    | englischer Fußballspieler                                                                                       | 66    |       |
| 17. September | Patricia Kennedy Lawford         | US-amerikanische Person der Kennedy-Familie                                                                     | 82    |       |
| 17. September | Rüdiger Lutz                     | deutscher Publizist und einer der ersten Zukunftswerkstatt-Moderatoren                                          |       |       |
| 17. September | Gianfranco Masserdotti           | italienischer Ordensgeistlicher, katholischer Missionsbischof in Brasilien                                      | 65    |       |
| 17. September | Philipp Schack                   | deutscher Maler                                                                                                 | 39    |       |
| 17. September | Walter Schaefer-Kehnert          | deutscher Landwirt und Offizier                                                                                 | 88    |       |
| 17. September | Leonella Sgorbati                | italienische Ordensfrau                                                                                         | 65    |       |
| 17. September | Dorothy C. Stratton              | US-amerikanisches Mitglied der US-Küstenwache                                                                   | 107   |       |
| 17. September | Ed Ulinski                       | US-amerikanischer American-Football-Spieler und -Trainer                                                        | 86    |       |
| 18. September | Aja                              | US-amerikanische Pornodarstellerin                                                                              | 43    |       |
| 18. September | Horst Karl Hessel                | sächsischer Komponist, Organist und Chorleiter                                                                  | 90    |       |
| 18. September | Fritz Holthoff                   | deutscher Politiker (SPD), MdL und Kultusminister von Nordrhein-Westfalen                                       | 91    |       |
| 18. September | Edward J. King                   | US-amerikanischer Politiker und Gouverneur des Bundesstaates Massachusetts (1979–1983)                          | 81    |       |
| 18. September | Nilton Mendes                    | brasilianischer Fußballspieler                                                                                  | 30    |       |
| 18. September | Leo Navratil                     | österreichischer Psychiater                                                                                     | 85    |       |
| 18. September | Boris Wassiljewitsch Snetkow     | sowjetischer Armeegeneral                                                                                       | 81    |       |
| 18. September | Heinz Trettner                   | deutscher General                                                                                               | 98    |       |
| 19. September | Elizabeth Allen                  | US-amerikanische Schauspielerin                                                                                 | 77    |       |
| 19. September | Volrad Deneke                    | deutscher Journalist, Soziologe und Politiker (FDP), MdB                                                        | 86    |       |
| 19. September | Danny Flores                     | US-amerikanischer Rock-’n’-Roll-Saxophonist                                                                     | 77    |       |
| 19. September | Heinz Kuchler                    | deutscher Politiker                                                                                             | 85    |       |
| 19. September | Vico Magistretti                 | italienischer Architekt und Industriedesigner                                                                   | 85    |       |
| 19. September | Helge Majer                      | deutscher Wirtschaftswissenschaftler                                                                            | 65    |       |
| 19. September | Werner Müller                    | deutscher Philosoph                                                                                             | 84    |       |
| 19. September | Roy Schuiten                     | niederländischer Radrennfahrer                                                                                  | 55    |       |
| 19. September | Zelko Wiener                     | österreichischer Medienkünstler                                                                                 | 53    |       |
| 20. September | Pham Xuan An                     | vietnamesischer Journalist und Spion                                                                            | 79    |       |
| 20. September | Heinz Becker                     | deutscher Musikwissenschaftler                                                                                  | 84    |       |
| 20. September | László Bellák                    | ungarischer und amerikanischer Tischtennisspieler                                                               | 95    |       |
| 20. September | Willi Ebbinghaus                 | deutscher Kaufmann                                                                                              | 92    |       |
| 20. September | Ole Fanger                       | dänischer Ingenieur                                                                                             | 72    |       |
| 20. September | Armin Jordan                     | Schweizer Dirigent                                                                                              | 74    |       |
| 20. September | Sven Nykvist                     | schwedischer Kameramann und Filmregisseur                                                                       | 83    |       |
| 20. September | Jimmy Vass                       | US-amerikanischer Jazz-Saxophonist und -flötist                                                                 | 69    |       |
| 20. September | Don Walser                       | US-amerikanischer Countrymusiker                                                                                | 72    |       |
| 20. September | Thorsten Wichmann                | deutscher Unternehmer                                                                                           | 40    |       |
| 21. September | Boz Burrell                      | britischer Rockmusiker (Bass, Gesang)                                                                           | 60    |       |
| 21. September | Margaret Ekpo                    | nigerianische Politikerin und Frauenrechtlerin                                                                  | 92    |       |
| 21. September | Franz Fischbacher                | österreichischer Maler und Grafiker                                                                             | 81    |       |
| 21. September | Alan Fletcher                    | britischer Grafikdesigner                                                                                       | 74    |       |
| 21. September | María Esther Gamas               | argentinische Schauspielerin                                                                                    | 96    |       |
| 21. September | Joseph D. Kelly                  | US-amerikanischer Toningenieur                                                                                  |       |       |
| 21. September | Alfred Mann                      | deutsch-amerikanischer Musikwissenschaftler, Cembalist und Hochschullehrer                                      |       |       |
| 21. September | William C. Schultz               | US-amerikanischer American-Football-Spieler                                                                     | 88    |       |
| 21. September | Vic Sears                        | US-amerikanischer American-Football-Spieler                                                                     | 88    |       |
| 21. September | Kuno Zerlauth                    | österreichischer Ordensgeistlicher                                                                              | 94    |       |
| 22. September | Edward Albert                    | US-amerikanischer Schauspieler                                                                                  | 55    |       |
| 22. September | George Avery                     | australischer Dreispringer                                                                                      | 81    |       |
| 22. September | Henning Genz                     | deutscher theoretischer Elementarteilchenphysiker und Physik-Autor                                              | 68    |       |
| 22. September | Enrique Gorriarán Merlo          | argentinischer Guerrillaanführer                                                                                | 64    |       |
| 22. September | Sylvie Lespérance                | kanadische Politikerin                                                                                          | 51    |       |
| 22. September | Ernest Lieb                      | deutsch-US-amerikanischer Karateka                                                                              | 66    |       |
| 22. September | Max U. Rapold                    | Schweizer Verleger                                                                                              | 82    |       |
| 22. September | Karl Schricker                   | deutscher Maler und Graphiker                                                                                   | 93    |       |
| 22. September | Klaus Wenk                       | deutscher Thailand-Forscher                                                                                     | 79    |       |
| 22. September | Volkmar von Zühlsdorff           | deutscher Jurist, Diplomat und Publizist                                                                        | 93    |       |
| 23. September | Malcolm Arnold                   | englischer Komponist                                                                                            | 84    |       |
| 23. September | Etta Baker                       | US-amerikanische Blues-Gitarristin                                                                              | 93    |       |
| 23. September | Charles Cutler                   | australischer Politiker                                                                                         | 88    |       |
| 23. September | Richard Gramlich                 | deutscher Religionswissenschaftler, Erforscher des Sufismus                                                     | 81    |       |
| 23. September | Tommy Olivencia                  | puerto-ricanischer Musiker                                                                                      | 68    |       |
| 23. September | Tim Rooney                       | US-amerikanischer Schauspieler                                                                                  | 59    |       |
| 23. September | Andreas Thiel                    | deutscher Filmregisseur, Drehbuchautor und Produzent                                                            |       |       |
| 23. September | Vital Komenan Yao                | ivorischer Erzbischof                                                                                           | 68    |       |
| 24. September | John Boskovich                   | US-amerikanischer Drehbuchautor                                                                                 | 49    |       |
| 24. September | Joel Broyhill                    | US-amerikanischer Soldat, Geschäftsmann und Politiker                                                           | 86    |       |
| 24. September | Patricio Bunster                 | chilenischer Choreograph und Tänzer                                                                             | 81    |       |
| 24. September | Luckner Cambronne                | haitianischer Politiker                                                                                         | 75    |       |
| 24. September | Sally Gray                       | englische Filmschauspielerin                                                                                    | 90    |       |
| 24. September | Adolphe Hug                      | Schweizer Fußballspieler                                                                                        | 83    |       |
| 24. September | Dimiter Inkiow                   | bulgarisch-deutscher Kinderbuchautor, Journalist, Satiriker                                                     | 73    |       |
| 24. September | Isidor Kirshenbaum               | US-amerikanischer Chemiker                                                                                      | 89    |       |
| 24. September | Charles Larson                   | US-amerikanischer Drehbuchautor                                                                                 | 83    |       |
| 24. September | Eric Muratalla                   | US-amerikanischer Broadwayproduzent                                                                             | 35    |       |
| 24. September | Padmini                          | indische Schauspielerin und Bharatnatyam-Tänzerin                                                               | 74    |       |
| 24. September | Aladár Pege                      | ungarischer (Jazz-)Kontrabassist                                                                                | 66    |       |
| 24. September | Helmut Pick                      | deutscher Schauspieler                                                                                          |       |       |
| 24. September | Gene Rutherford                  | US-amerikanischer Schauspieler                                                                                  | 67    |       |
| 24. September | Winfried Schlepphorst            | deutscher Organist und Musikwissenschaftler                                                                     | 69    |       |
| 24. September | Thomas Stewart                   | US-amerikanischer Opernsänger (Bass-Bariton)                                                                    | 78    |       |
| 24. September | Tetsurō Tamba                    | japanischer Schauspieler                                                                                        | 84    |       |
| 24. September | Henry Townsend                   | US-amerikanischer Blues-Musiker                                                                                 | 96    |       |
| 24. September | Shelby Walker                    | US-amerikanische Profiboxerin                                                                                   | 31    |       |
| 24. September | Yoshida Tamao                    | japanischer Bunraku Spieler                                                                                     | 87    |       |
| 25. September | Hans-Ulrich Brunner              | Schweizer Maler                                                                                                 | 63    |       |
| 25. September | Jeff Cooper                      | US-amerikanischer Schusswaffenexperte                                                                           | 86    |       |
| 25. September | John M. Ford                     | US-amerikanischer Autor                                                                                         | 49    |       |
| 25. September | Safia Hama Dschan                | afghanische Frauenrechtlerin                                                                                    |       |       |
| 25. September | Omar al-Faruq                    | irakischer Terrorist                                                                                            | 35    |       |
| 25. September | Paola Kaufmann                   | argentinische Schriftstellerin                                                                                  | 37    |       |
| 25. September | Leo Kronenbitter                 | deutscher Fußballspieler                                                                                        | 85    |       |
| 25. September | Sofia Iwanowna Muratowa          | sowjetische Turnerin                                                                                            | 77    |       |
| 25. September | Martha Ocwirk                    | österreichische Handballspielerin                                                                               | 80    |       |
| 25. September | Hortense Raky                    | österreichische Schauspielerin                                                                                  | 90    |       |
| 25. September | Hans-Georg Willert               | deutscher Orthopäde und Hochschullehrer                                                                         | 72    |       |
| 26. September | Gerhard Behrendt                 | deutscher Regisseur, Puppengestalter und Erfinder des Sandmännchens                                             | 77    |       |
| 26. September | Miloslav Bělohlávek              | tschechischer Historiker und Archivar                                                                           | 82    |       |
| 26. September | Giuseppe Bennati                 | italienischer Filmregisseur                                                                                     | 85    |       |
| 26. September | Iva Ikuko Toguri D’Aquino        | US-amerikanische Hörfunkmoderatorin                                                                             | 90    |       |
| 26. September | Edward L. Kaplan                 | US-amerikanischer Mathematiker                                                                                  | 86    |       |
| 26. September | Linda Kepp                       | litauische Leichtathletin in der Sowjetunion                                                                    | 70    |       |
| 26. September | Wolfgang Männel                  | deutscher Wirtschaftswissenschaftler                                                                            | 68    |       |
| 26. September | Byron Nelson                     | US-amerikanischer Golfspieler                                                                                   | 94    |       |
| 27. September | Margareta Bergman                | schwedische Schriftstellerin                                                                                    | 84    |       |
| 27. September | Guillaume Cardascia              | französischer Rechtshistoriker                                                                                  | 92    |       |
| 27. September | Helmut Kallmeyer                 | deutscher Chemiker                                                                                              | 95    |       |
| 27. September | Eberhard Krell                   | deutscher Politiker                                                                                             | 67    |       |
| 27. September | Erwin Kremer                     | deutscher Rennfahrer, Konstrukteur und Rennteamleiter                                                           | 69    |       |
| 27. September | Bruni Löbel                      | deutsche Bühnen- und Filmschauspielerin                                                                         | 85    |       |
| 27. September | Buzzy Trent                      | US-amerikanischer Surfer                                                                                        | 77    |       |
| 27. September | Michael Pollock                  | britischer Flottenadmiral                                                                                       | 89    |       |
| 28. September | Helga Ballhaus                   | deutsche Schauspielerin, Szenenbildnerin und Produzentin                                                        | 71    |       |
| 28. September | Virgil Ierunca                   | rumänischer Schriftsteller                                                                                      | 86    |       |
| 28. September | Viktor Kalabis                   | tschechischer Komponist                                                                                         | 83    |       |
| 28. September | Gerhard Lenski                   | deutscher Politiker (CDU)                                                                                       | 92    |       |
| 28. September | Conrad Schroeder                 | deutscher Politiker (CDU), MdL, MdB                                                                             | 72    |       |
| 29. September | Hagop Ayvaz                      | armenischer Schauspieler und Theater-Journalist                                                                 | 95    |       |
| 29. September | Jan Werner Danielsen             | norwegischer Sänger                                                                                             | 30    |       |
| 29. September | Walter Hadlee                    | neuseeländischer Cricketspieler                                                                                 | 91    |       |
| 29. September | George Lee                       | US-amerikanischer Schauspieler                                                                                  | 67    |       |
| 29. September | William John Mauch               | US-amerikanischer Schauspieler                                                                                  | 85    |       |
| 29. September | Michael Anthony Monsoor          | US-amerikanischer Soldat                                                                                        | 25    |       |
| 29. September | Cataldo Naro                     | italienischer Geistlicher, Erzbischof von Monreale                                                              | 55    |       |
| 29. September | Ulrik Rosing                     | grönländischer Journalist und Politiker                                                                         | 77    |       |
| 29. September | Traugott Timme                   | deutscher Kirchenmusiker                                                                                        | 79    |       |
| 29. September | Louis-Albert Vachon              | kanadischer Kardinal und Erzbischof von Québec                                                                  | 94    |       |
| 30. September | Georges Barboteu                 | französischer Komponist und Hornist                                                                             | 82    |       |
| 30. September | Isabel Bigley Barnett            | US-amerikanische Schauspielerin                                                                                 | 80    |       |
| 30. September | Norbert Brox                     | deutscher katholischer Theologe                                                                                 | 71    |       |
| 30. September | Irina Gawitsch                   | sowjetische bzw.russische Geologin und Hochschullehrerin                                                        | 84    |       |
| 30. September | Josh Graves                      | US-amerikanischer Gitarrist                                                                                     | 81    |       |
| 30. September | András Sütő                      | ungarischer Schriftsteller                                                                                      | 79    |       |
| 30. September | Heddy Maria Wettstein            | Schweizer Schauspielerin und Theaterleiterin                                                                    | 95    |       |
| September     | Heinz Busch                      | deutscher Schauspieler und niederdeutscher Autor                                                                |       |       |
| September     | Rüdiger Kreklau                  | deutscher Radiomoderator und Schauspieler                                                                       |       |       |
| September     | Thomas Rabenmüller               | deutscher Geschäftsführer des Nordhessischen Verkehrsverbundes                                                  | 53    |       |
| September     | Lorenzo Robledo                  | spanischer Schauspieler                                                                                         |       |       |